# Водолаз
Водола́з — специалист, умеющий выполнять работы под водой в водолазном снаряжении и допущенный к производству водолазных спусков в установленном порядке. Профессия водолаза относится к числу профессий с особо вредными и особо тяжелыми условиями труда.
В последнее время в средствах массовой информации применительно к подводной деятельности используется термин дайвинг (англ. diving — ныряние), что может приводить к некоторому недопониманию. В связи с тем, что на Западе дайвингом называют всю деятельность в воде, а в России обычно применительно только к любительскому дайвингу, все остальное следует называть водолазными работами и водолазными спусками.
Обычно водолазную технику подразделяют на глубоководную и неглубоководную. Глубоководная техника используется для погружений на большую глубину, когда необходимо обеспечить максимальную защиту организма водолаза. Использующих её водолазов называют тяжелыми водолазами. Они используют водолазный скафандр и, как правило, «привязаны» к шлангу, через который им с корабля или с суши подаётся воздух для дыхания. А водолазное снаряжение подразделяют на три типа, которые различаются по типу дыхания: с открытой схемой дыхания, с замкнутой схемой дыхания, а также вентилируемое водолазное снаряжение.
Неглубоководная техника применяется для водолазных работ на небольшой глубине в условиях хорошей видимости и умеренной температуры. Использующих её водолазов называют лёгкими водолазами. Они используют акваланг и гидрокостюм и могут действовать автономно.
Глубоководных водолазов с длительным погружением называют гидронавтами.